# Cyril Hutchens
Hon. Cyril Douglas Hutchens, CBE (* 19. Februar 1904 in Woodside, South Australia; † 27. März 1982) war ein australischer Politiker der Labor Party, der zwischen 1950 und 1970 Mitglied des South Australian House of Assembly sowie zeitweise Minister war.

## Leben
Cyril Douglas Hutchens wurde für die Labor Party im Wahlkreis Hindmarsh bei der Wahl am 14. Februar 1950 als Nachfolger seines Parteifreundes John McInnes erstmals zum Mitglied des South Australian House of Assembly gewählt, des Unterhauses des Parlaments von South Australia, und gehörte diesem bis zu dessen Auflösung zum 29. Mai 1970 an. Während seiner Mitgliedschaft in der Legislativversammlung war er unter anderem zwischen dem 31. Mai 1956 und dem 5. April 1962 Mitglied des Parlamentarischen Ausschusses für Landbesiedlung (Parliamentary Committee on Land Settlement). Am 5. Oktober 1960 wurde er als Nachfolger von Frank Walsh Deputy Leader of the South Australian Labor Party und war damit bis zu seiner Ablösung durch Des Corcoran am 1. Juni 1967 stellvertretender Vorsitzender der ALP im Bundesstaat South Australia. Zugleich übernahm er 1960 kurzzeitig die Funktion als Opposition Whip und war damit als Parlamentarischer Geschäftsführer der oppositionellen Labor-Fraktion im House of Assembly. Er fungierte anschließend zwischen 1960 und 1965 als stellvertretender Oppositionsführer (Deputy Leader of the Opposition).
Nach dem Wahlsieg der ALP bei der Wahl am 6. März 1965 wurde Hutchens am 10. März 1965 in die Regierung von Premier Frank Walsh berufen, der ersten Labor-Regierung seit fast 32 Jahren, und bekleidete in dieser bis zum 1. Juni 1967 die Ämter als Minister für öffentliche Arbeiten (Minister of Works) und als Minister für Meeresangelegenheiten (Minister of Marine). Die Ämter als Minister für öffentliche Arbeiten und als Minister für Meeresangelegenheiten hatte er vom 1. Juni 1967 bis zum 17. April 1968 ebenfalls in der ersten Regierung von Premier Don Dunstan inne. Am 11. Juli 1968 wurde ihm der Höflichkeitstitel The Honourable verliehen. Für seine politischen Verdienste wurde er im Rahmen der New Year Honours am 1. Januar 1970 zum Commander des Order of the British Empire (CBE) ernannt.

## Hintergrundliteratur
- Parliament of South Australia: Statistical Record of the Legislature 1836–2007 (Memento vom 11. März 2019 im Internet Archive)